# Plaza de Barcelos
La plaza de Barcelos es un espacio público de principios del siglo XX situada en el centro de la ciudad española de Pontevedra, al este del casco histórico.

## Origen del nombre
La plaza toma su nombre de la ciudad portuguesa de Barcelos, con la que Pontevedra está hermanada desde 1970.

## Historia
En el siglo XIX, la feria de ganado de Pontevedra, cuyos orígenes se remontan a la Edad Media, se celebraba en el emplazamiento del actual parque de las Palmeras. A finales del siglo XIX, cuando se construyó el palacio de la Diputación de Pontevedra y se creó el parque de las Palmeras, fue necesario trasladar el campo de la feria a otro lugar por falta de espacio. Tras varias controversias, finalmente se aceptó la propuesta del constructor Manuel Vidal Boullosa en 1897, ofreciendo un solar (una explanada) situado entre la antigua calle Progreso al sur (actual calle de Benito Corbal) y el muro del convento de Santa Clara al norte, que se convertiría en la actual plaza de Barcelos. En 1898 el terreno, conocido como Granja Refojos (compuesta por una casa con varias dependencias y terreno de labradío, viñedo, huerta y frutales), fue comprado por el Ayuntamiento de Pontevedra por 40 000 pesetas.
El terreno se niveló y se plantaron plátanos para la instalación de la feria y se denominó Campo de la Feria, donde se celebraron ferias durante décadas desde diciembre de 1899, cuando la corporación municipal recepcionó las obras. El 15 de agosto de 1969 la feria de ganado se trasladó al Borrón, en la avenida de Buenos Aires.
En agosto de 1970, durante las fiestas de la Virgen Peregrina, la ciudad se hermanó con la localidad portuguesa de Barcelos y el 2 de agosto de 1970 el campo de la feria pasó a denominarse plaza de Barcelos, en referencia al hermanamiento con la ciudad portuguesa.
En 1970 la plaza se convirtió en aparcamiento y comenzó a celebrarse en ella el mercadillo de ropa que anteriormente se celebraba en la plaza de la Herrería. El mercadillo en el que los comerciantes vendían sus productos textiles y alimenticios se celebró en la plaza los días 1, 8, 15 y 23 de cada mes hasta el 23 de septiembre de 1988.
Entre marzo y octubre de 1997, la plaza fue objeto de una completa remodelación. Se construyó un gran aparcamiento subterráneo de tres plantas en el subsuelo y se rediseñó completamente la superficie. Se talaron los plátanos y sólo quedó una hilera en el lado norte de la plaza, el más cercano al muro del convento de Santa Clara.
En enero de 1998, se instaló en el lado sur de la plaza el Monumento al Árbol, obra del escultor José Luis Penado, para conmemorar los numerosos plátanos talados durante la construcción del aparcamiento subterráneo y la urbanización de la plaza.
En septiembre de 2016 se instalaron dos pistas polideportivas en el norte de la plaza, junto al muro del convento, consistentes en una cancha con canastas y porterías y una mesa para pimpón.
En enero de 2023 empezó la reforma de los viales perimetrales de la plaza de Barcelos. Se ampliaron las aceras en los márgenes de la plaza, especialmente en el lado sur, se reordenó el aparcamiento y se eliminaron los característicos adoquines de los carriles de circulación. Se implantó el sentido único de circulación desde la calle Perfecto Feijóo hasta la calle Rouco y se ampliaron las zonas verdes.

## Descripción
La plaza de Barcelos tiene forma cuadrada y una superficie de 16 000 m². En ella confluyen las calles Rouco, Xenaro Pérez de Villamil, Vasco da Ponte, Campo da Feira, San Antoniño y Perfecto Feijóo.
La plaza está diseñada como una plaza ajardinada, con jardines compartimentados, caminos pavimentados, árboles, un parque infantil, una zona central con bancos y una fuente de piedra. El lado norte de la plaza está dominado por el gran muro de seis metros de altura de los jardines del convento de Santa Clara, protegido como bien patrimonial. En el centro del sur de la plaza se encuentra el monumento al Árbol. Representa un gran árbol de hierro de 6 metros de altura, cuyas ramas están coronadas por brotes que recrean las crestas típicas de los gallos de Barcelos. El árbol se representa de manera esquemática hasta el extremo en un juego de abstracciones que lleva a confundirlo con el hombre, lo cual ejemplifica la profunda conexión que debe existir entre ambos.
En el subsuelo de la plaza se encuentra el mayor aparcamiento subterráneo de la ciudad, con 906 plazas.
En el lado sur de la plaza hay cafeterías y en los lados este, oeste y sur hay tiendas. En el lado suroeste de la plaza se encuentra también el colegio público plurilingüe Barcelos.
La plaza de Barcelos se ha consolidado como una de las zonas de la ciudad de Pontevedra en que la vivienda presenta los precios más caros.

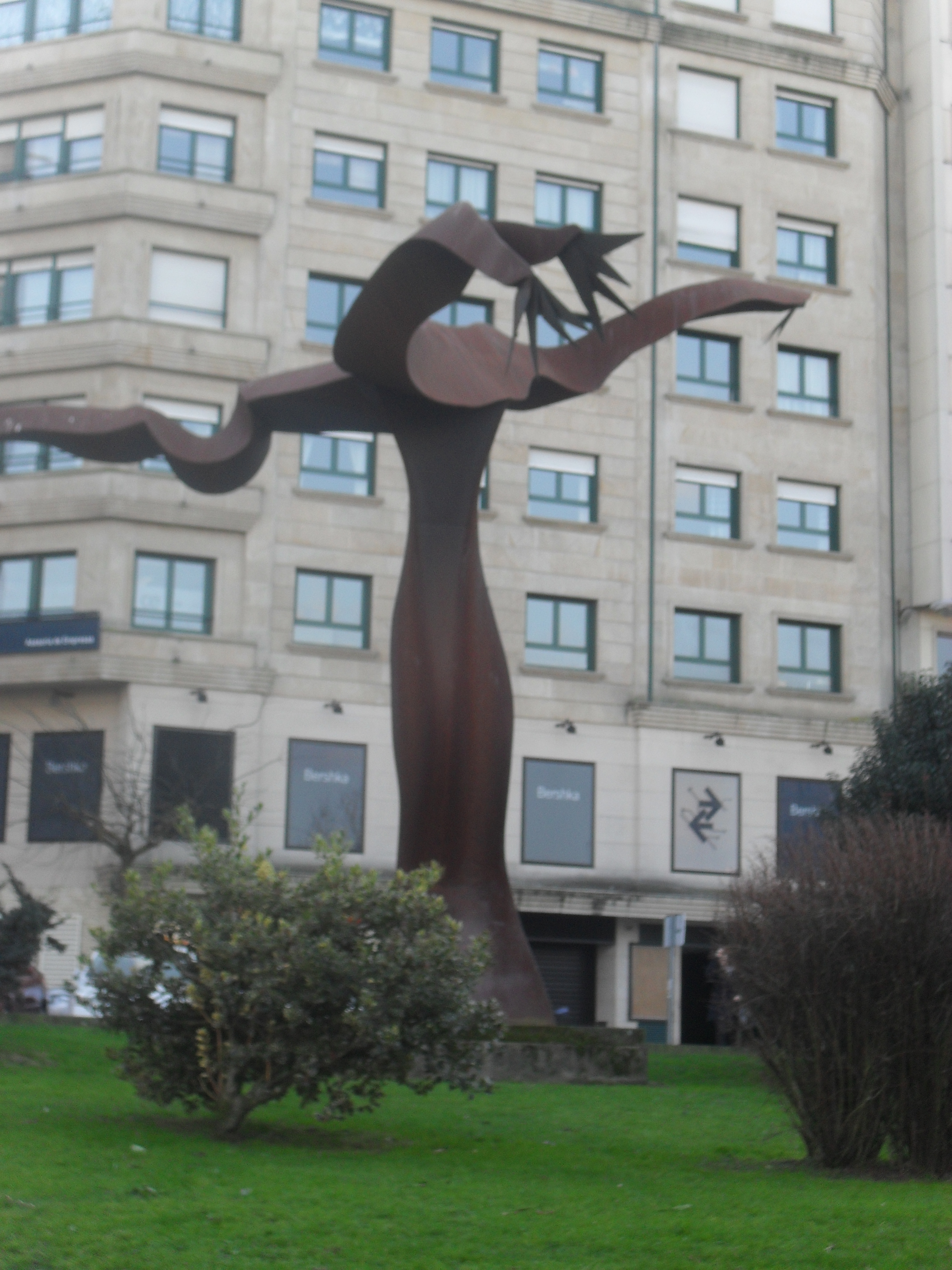
Monumento al árbol en el lado sur de la plaza
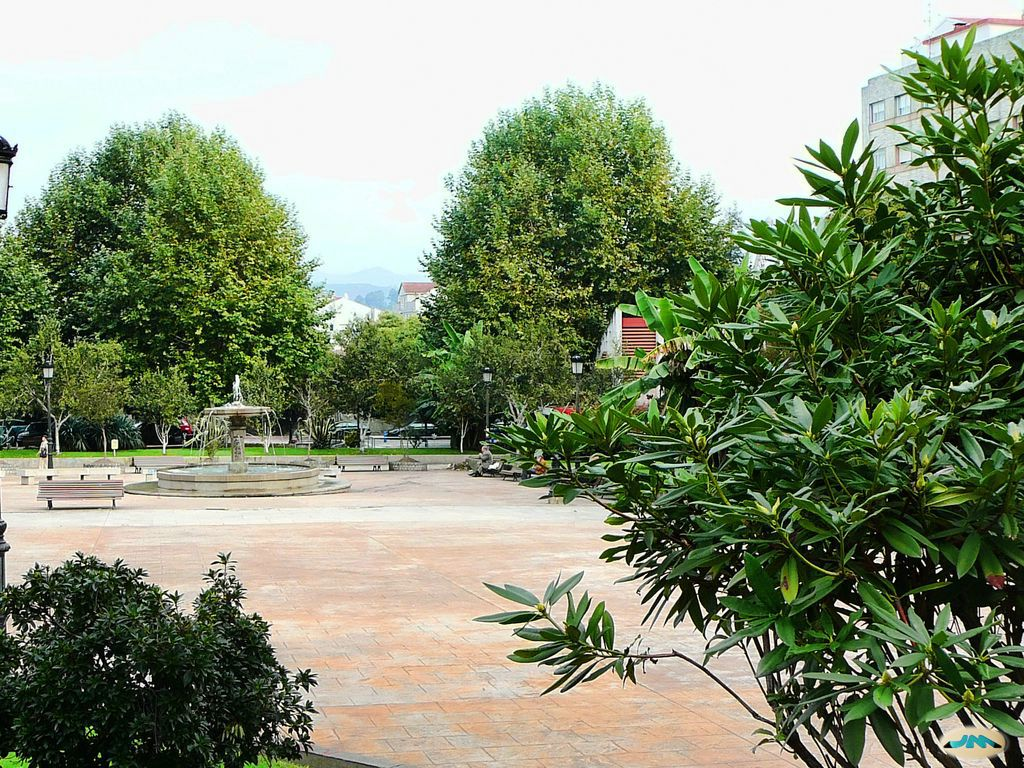
Árboles en la plaza
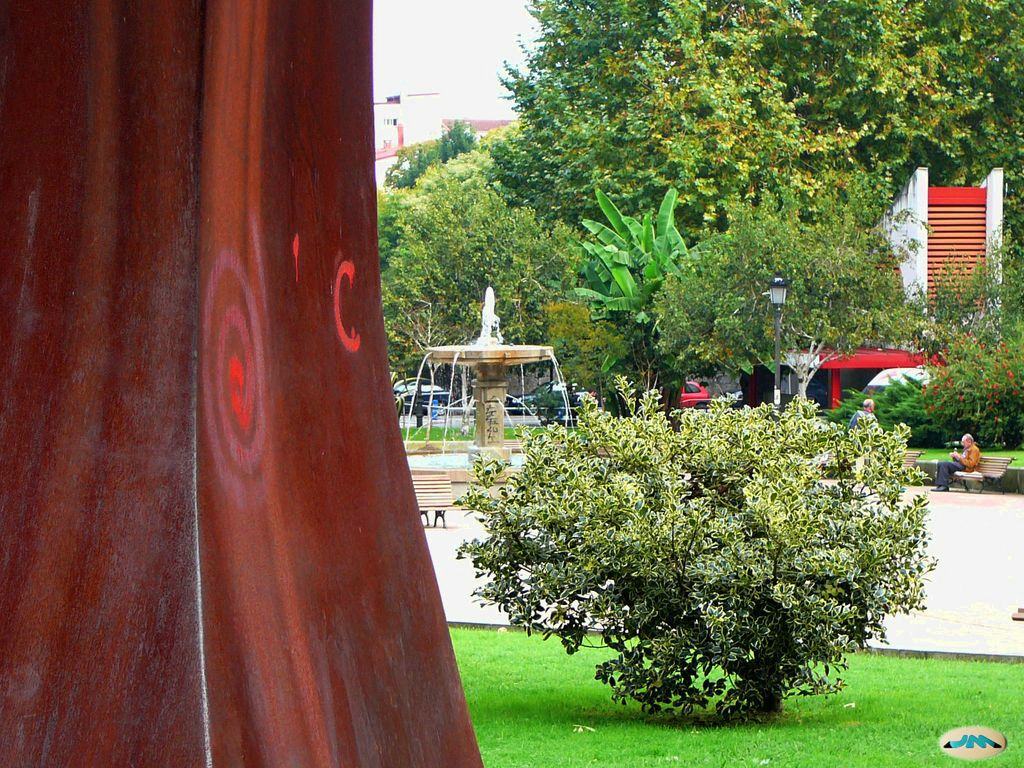
Fuente en la plaza
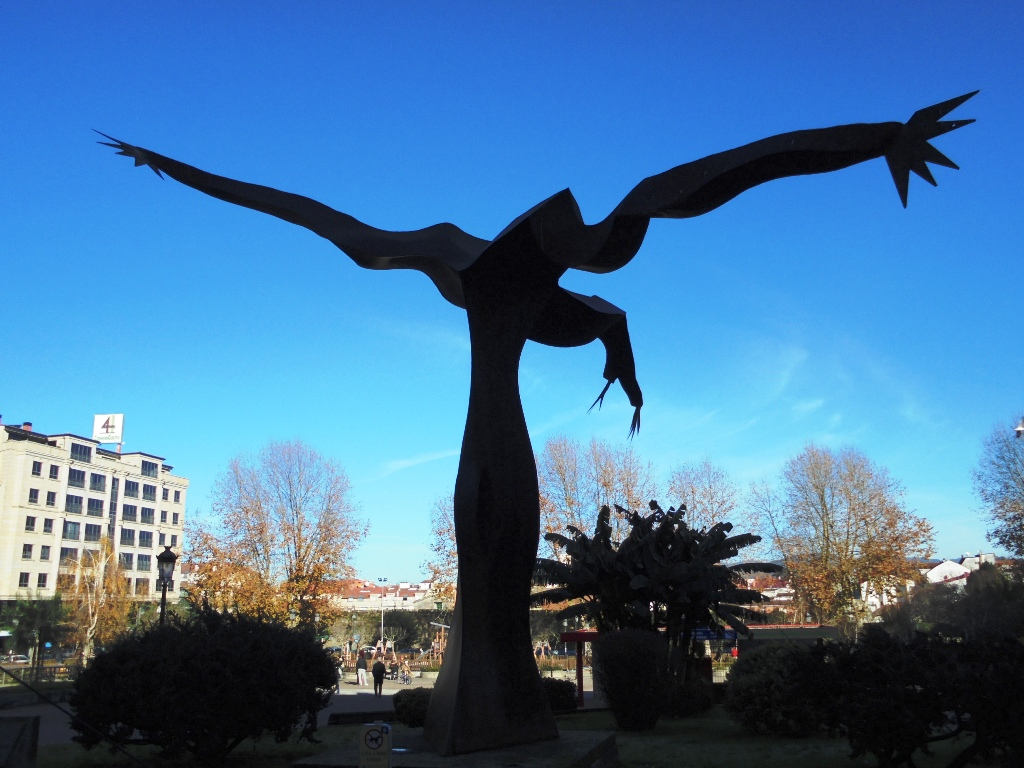
Monumento al Árbol
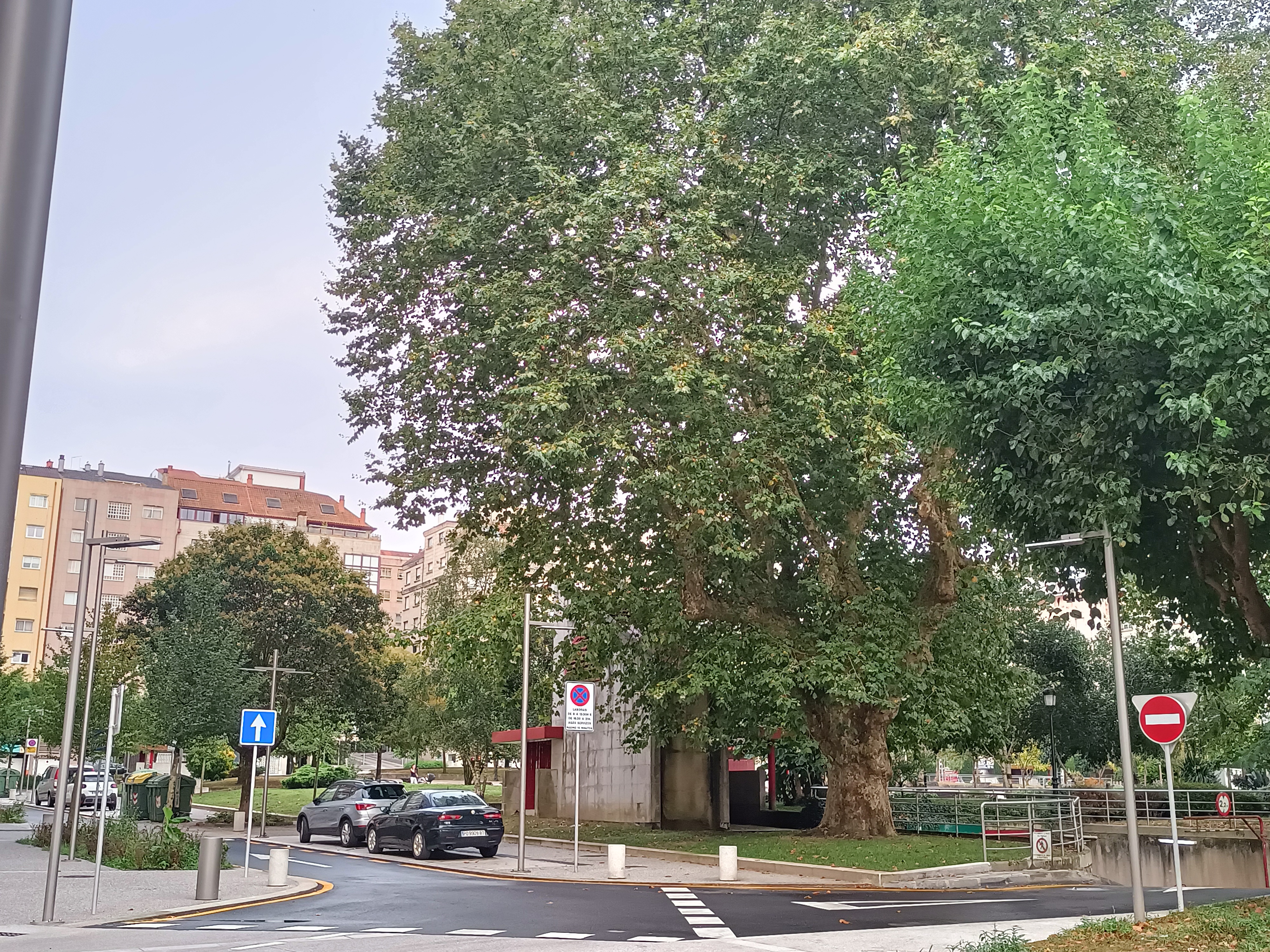
Parte norte de la plaza
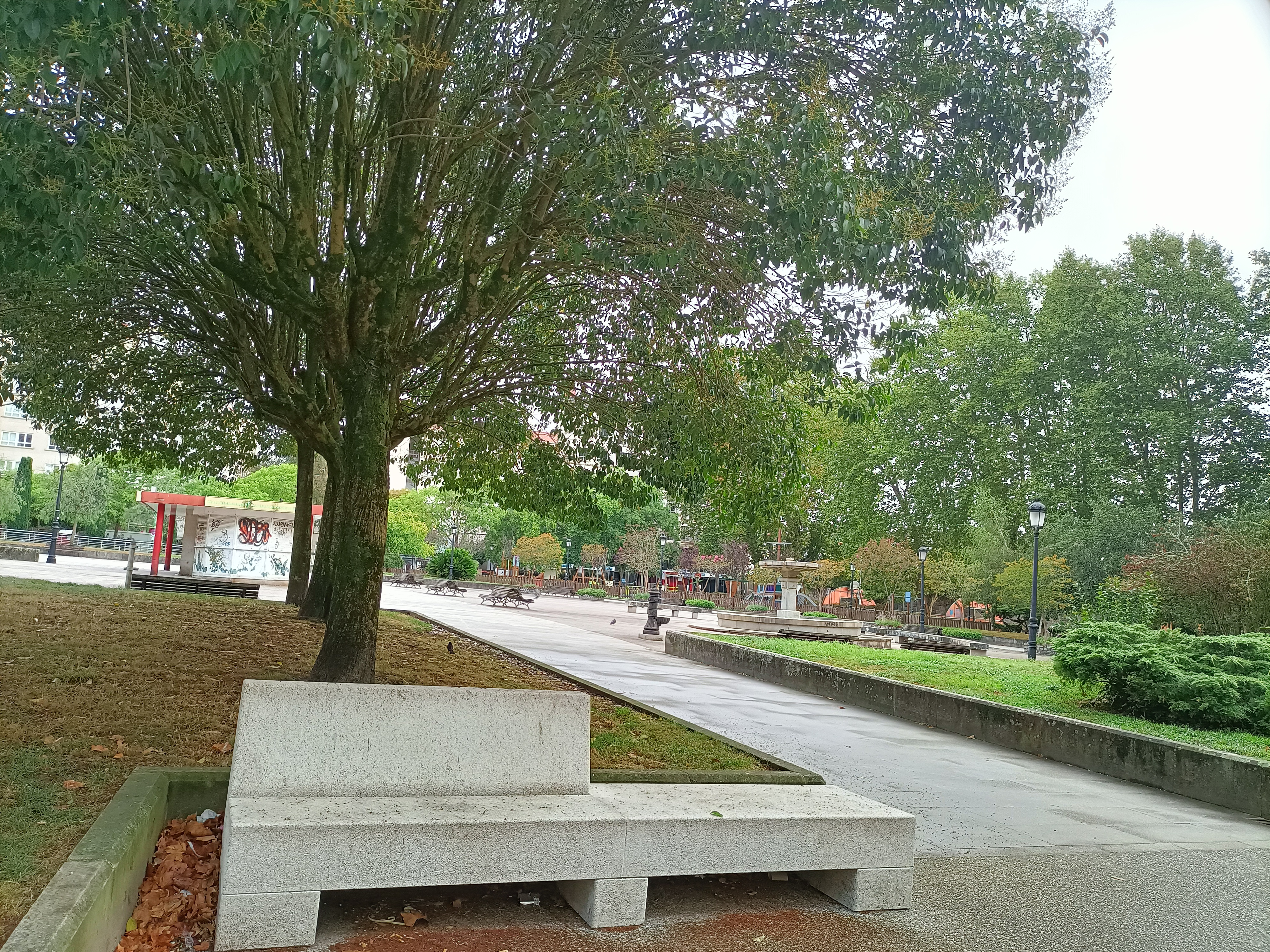
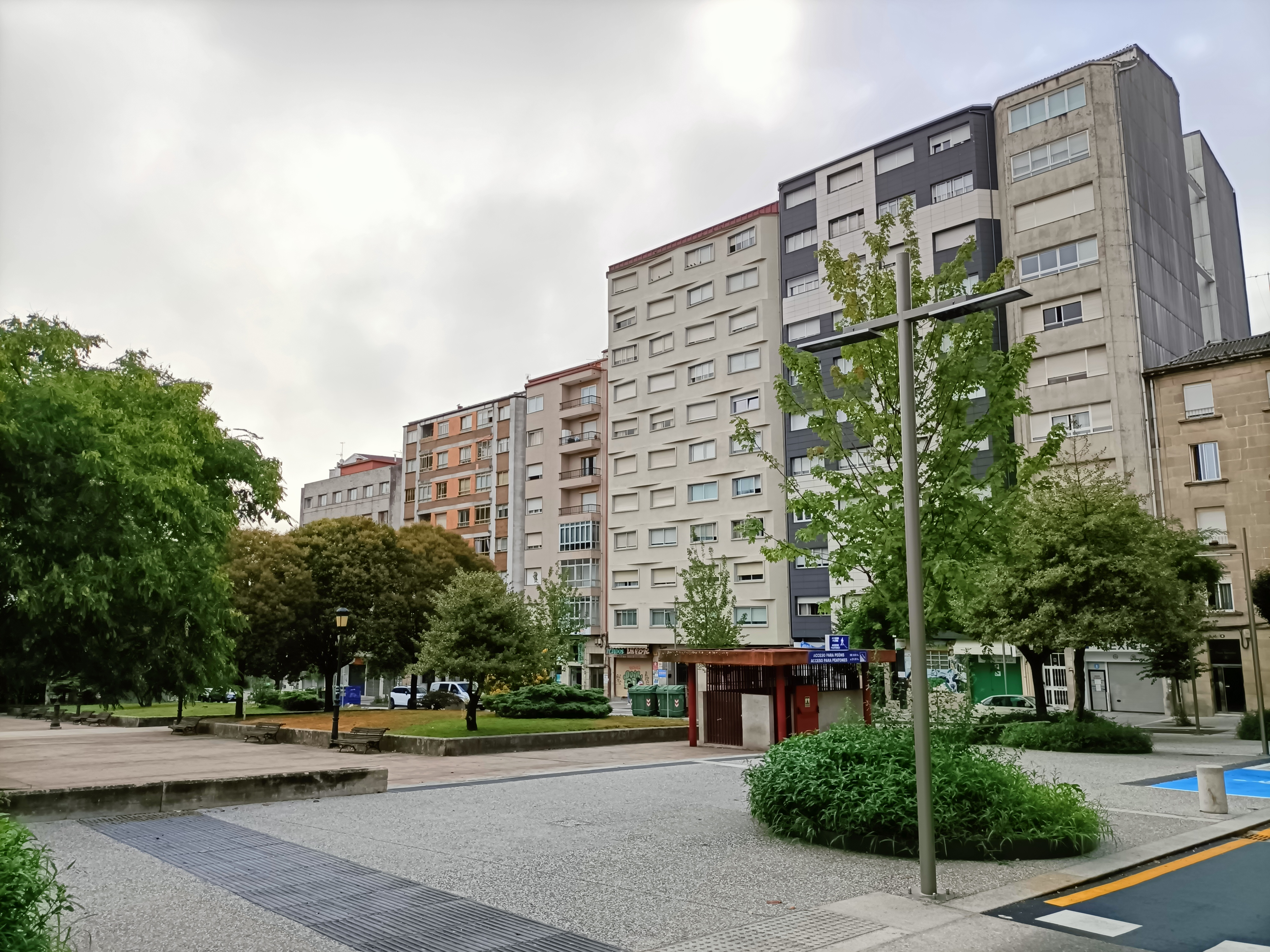
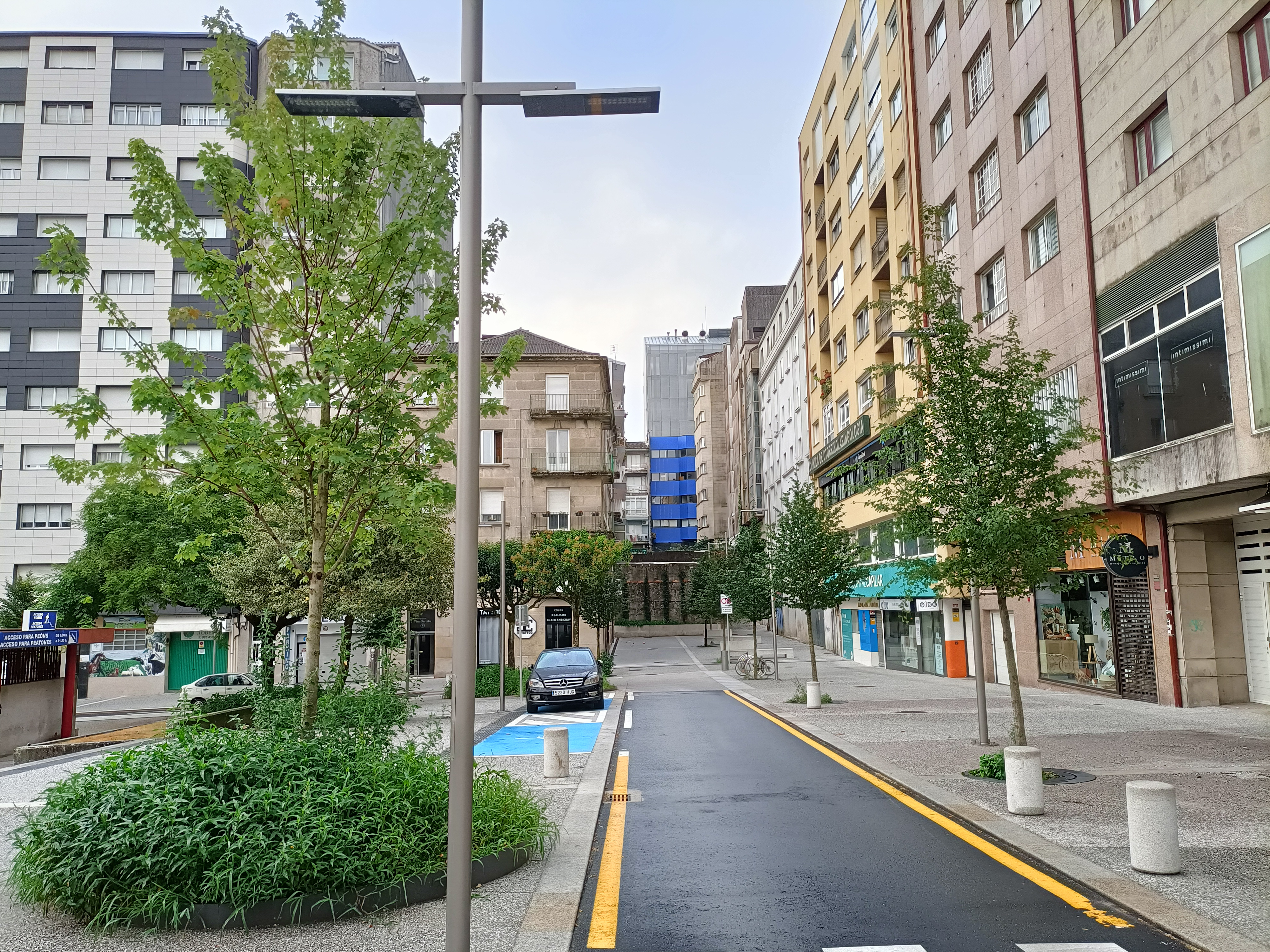
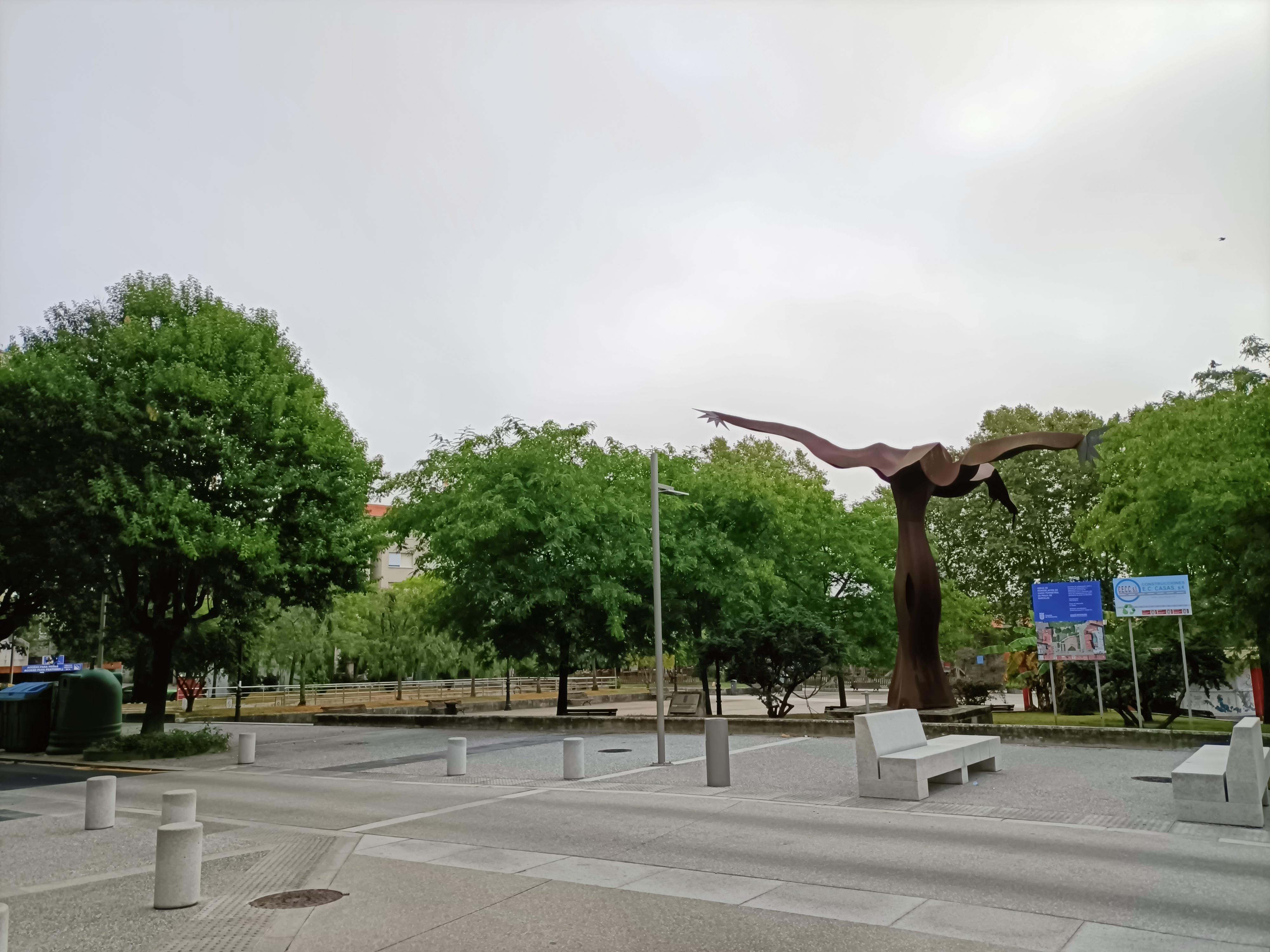
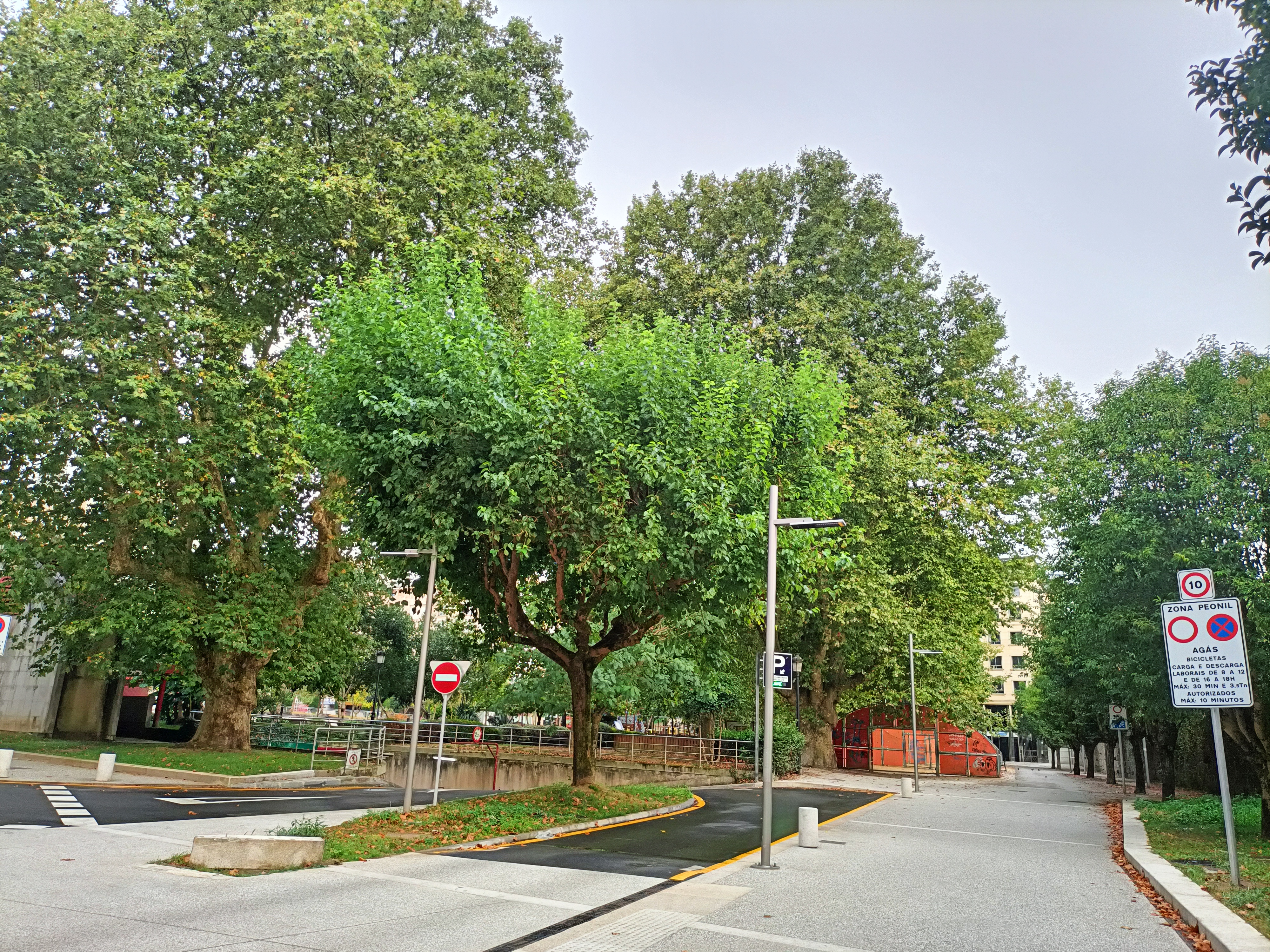
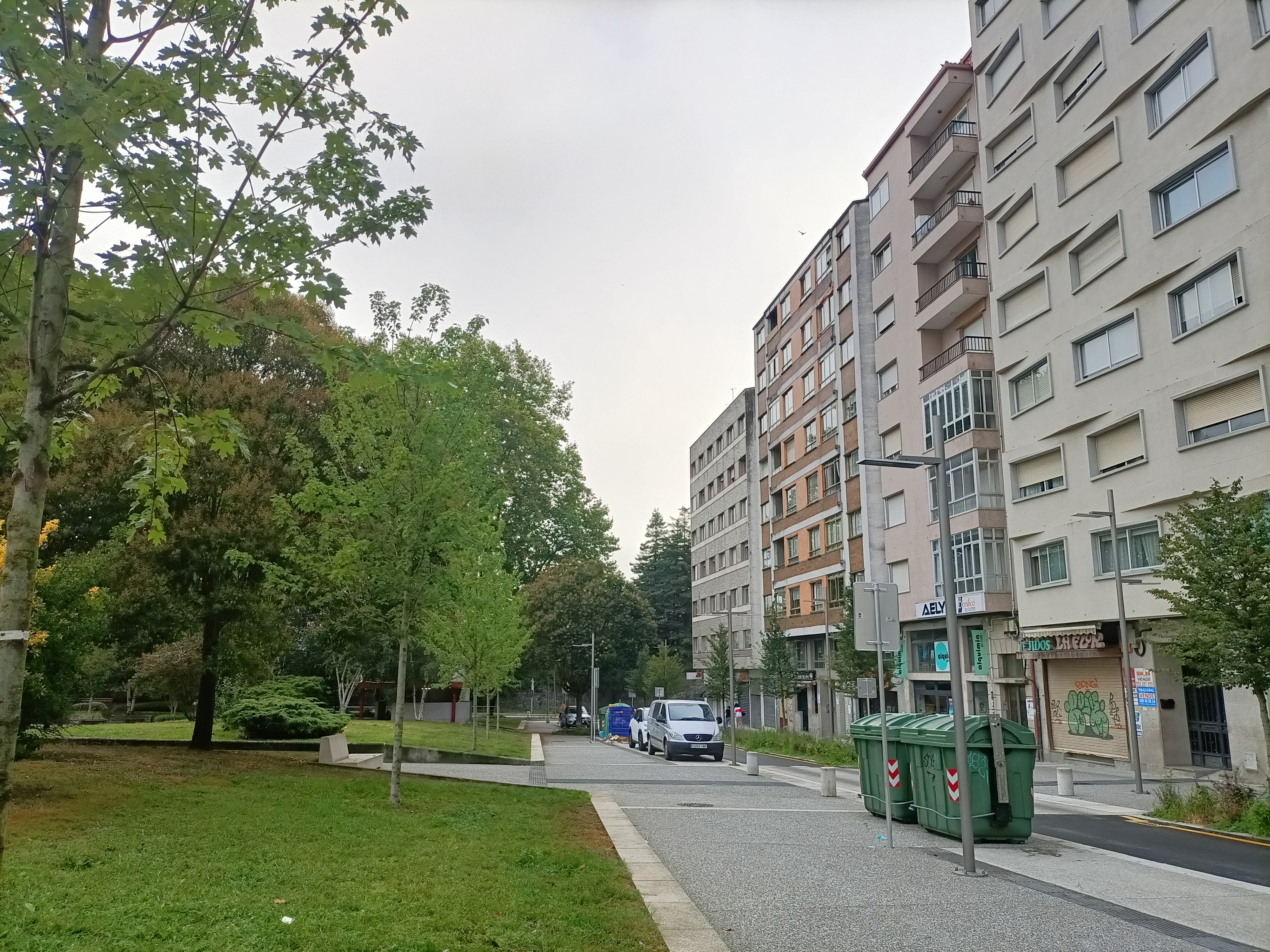